# L'Opale de Sissi
 (octobre 2023).
Si vous disposez d'ouvrages ou d'articles de référence ou si vous connaissez des sites web de qualité traitant du thème abordé ici, merci de compléter l'article en donnant les références utiles à sa vérifiabilité et en les liant à la section « Notes et références ».
L'Opale de Sissi est un roman de Juliette Benzoni paru en 1996, mettant en scène le prince antiquaire Aldo Morosini. C'est le troisième tome de la série Le Boiteux de Varsovie.